# رالف رايت (رسام رسوم متحركة)
رالف رايت (بالإنجليزية: Ralph Wright)‏ (و. 1908 – 1983 م) هو رسام رسوم متحركة، وكاتب سيناريو، وممثل، ومؤدي أصوات، ومخرج أمريكي، ولد في غرانتس باس، بدأ مشواره المهني سنة 1931، توفي في كاليفورنيا، عن عمر يناهز 75 عاماً، بسبب نوبة قلبية.

## وصلات خارجية
- رالف رايت على موقع IMDb (الإنجليزية)
- رالف رايت على موقع ألو سيني (الفرنسية)
- رالف رايت على موقع ميوزك برينز (الإنجليزية)
- رالف رايت على موقع أول موفي (الإنجليزية)
- رالف رايت على موقع قاعدة بيانات الأفلام السويدية (السويدية)
- رالف رايت على موقع قاعدة بيانات الفيلم (الإنجليزية)
- رالف رايت على موقع كينوبويسك (الروسية)